# Associazione Sportiva Siracusa 1955-1956
Questa voce raccoglie le informazioni riguardanti l'Associazione Sportiva Siracusa nelle competizioni ufficiali della stagione 1955-1956.

## Rosa
| N. |                   | Ruolo | Calciatore        |
| -- | ----------------- | ----- | ----------------- |
|    | Italia (bandiera) | C     | Luigi Angelini    |
|    | Italia (bandiera) | C     | Giuseppe Bagliani |
|    | Italia (bandiera) | A     | Giuseppe Barbieri |
|    | Italia (bandiera) | P     | Bruno Benedetti   |
|    | Italia (bandiera) | P     | Salvino Biagi     |
|    | Italia (bandiera) | C     | Anselmo Bislenghi |
|    | Italia (bandiera) | C     | Bustoni           |
|    | Italia (bandiera) | D     | Faraci            |
|    | Italia (bandiera) | C     | Giuseppe Franzò   |
|    | Italia (bandiera) | C     | Carlo Gambini     |

| N. |                   | Ruolo | Calciatore        |
| -- | ----------------- | ----- | ----------------- |
|    | Italia (bandiera) | C     | Gasparri          |
|    | Italia (bandiera) | D     | Gianfranco Gatti  |
|    | Italia (bandiera) | D     | Franco Giannuzzi  |
|    | Italia (bandiera) | C     | Giovanni Marin    |
|    | Italia (bandiera) | C     | Luigi Masperi     |
|    | Italia (bandiera) | A     | Bruno Nattino     |
|    | Italia (bandiera) | A     | Plinio Petrozzi   |
|    | Italia (bandiera) | A     | Giuseppe Radaelli |
|    | Italia (bandiera) | C     | Bruno Rizzato     |
|    | Italia (bandiera) | A     | Guido Zucchini    |